# Curtea de Apel Timișoara
Curtea de Apel Timișoara este una din cele 16 curți de apel din România. Funcționează în Palatul Dicasterial din Timișoara, Piața Țepeș Vodă nr. 2A.
Curtea de Apel Timișoara își exercită competența într-o circumscripție cuprinzând Tribunalele Arad, Timiș și Caraș-Severin, în care sunt cuprinse 14 judecătorii: Arad, Ineu, Chișineu-Criș, Gurahonț, Lipova, Reșița, Caransebeș, Oravița, Moldova Nouă, Timișoara, Lugoj, Deta, Sânnicolau Mare și Făget.
În prezent instanța dispune de cinci săli de ședință, câte una pentru fiecare secție. Toate sălile de judecată au instalație de sonorizare.

## Competența teritorială
- județul Timiș
- județul Arad
- județul Caraș-Severin

## Secții
Curtea de Apel Timișoara este organizată în cinci secții:
- Secția I Civilă
- Secția II Civilă
- Secția Penală
- Secția Contencios Administrativ și Fiscal
- Secția Litigii de Muncă.[2]

## Istoric
Curtea de Apel Timișoara a fost înființată în baza dispozițiilor art. 10 și art. 27 din Legea nr. 92/1992 privind organizarea judecătorească, fiind cuprinsă la punctul XV din anexa 2 la lege.
Curtea de Apel Timișoara este instanță cu personalitate juridică care funcționează în baza Legii nr. 304/2004, modificată și republicată.
Palatul Dicasterial din Timișoara este structurat pe 4 nivele și în el au funcționat de-a lungul timpului multe instituții de stat – astăzi funcționează Judecătoria Timișoara, Tribunalul Timiș, Curtea de Apel Timișoara și Parchetele de pe lângă aceste instanțe. 
În trecut era popular numit și „Cazarma Funcționarilor”, datorită numărului mare de Instituții și Oficii de Stat care funcționau în acest palat: Tribunalul Regal, Procuratura Visteriei, Serviciul de Impozite, Inspectoratul Școlar, Serviciul de arhitectură, Judecătoria de Ocol, Direcția Poștelor și Telegrafului, Sediul Poștei și Telegrafului, Direcția Financiară, Oficiul Cadastral, Serviciul de Cartografie, Oficiul de construcții de stat, Consiliul Orășenesc de Legislație.